# 拟蜡嘴雀属
拟蜡嘴雀属是雀形目燕雀科下的一個屬。本屬物種分佈於喜馬拉雅山脈附近，目前下屬4個物種。

## 命名歷史
本屬為德國鳥類學家让·路易·卡巴尼斯於1847年建立。其模式種由英國鳥類學家喬治·羅伯特·格雷指定為白点翅拟蜡嘴雀。其屬名來自古希臘語，意為「堅果破壞者」。

## 下屬物種
本屬包含以下物種：
- 黄腹拟蜡嘴雀 Mycerobas icterioides (Vigors, 1830)
- 黄颈拟蜡嘴雀 Mycerobas affinis (Blyth, 1855)
- 白点翅拟蜡嘴雀 Mycerobas melanozanthos (Hodgson, 1836)
- 白斑翅拟蜡嘴雀 Mycerobas carnipes (Hodgson, 1836)

## 外部連結
- 维基共享资源上的相關多媒體資源：拟蜡嘴雀属
- 維基物種上的相關：拟蜡嘴雀属